# Drepanogynis tsaratanana
Drepanogynis tsaratanana är en fjärilsart som beskrevs av Pierre E.L. Viette 1980. Drepanogynis tsaratanana ingår i släktet Drepanogynis och familjen mätare. Inga underarter finns listade i Catalogue of Life.